# Akalmus
Akalmus (arab. اكلموس, fr. Aguelmous) – miasto, zamieszkane przez ok. 11 500 ludzi, w Maroku, w regionie Meknes-Tafilalt.